# فوخسشتادت
فوخسشتادت (به آلمانی: Fuchsstadt) یک شهر در آلمان است که در Bad Kissingen واقع شده‌است. فوخسشتادت  ۱٬۸۷۲ نفر جمعیت دارد.